# Pelochelys
Pelochelys – rodzaj żółwi z rodziny żółwiakowatych (Trionychidae).

## Zasięg występowania
Rodzaj obejmuje gatunki występujące w Azji (Chińska Republika Ludowa, Indie, Bangladesz, Mjanma, Laos, Wietnam, Kambodża, Tajlandia, Malezja, Filipiny i Indonezja) i Oceanii (Papua-Nowa Gwinea).

## Systematyka

### Etymologia
Pelochelys: gr. πηλος pēlos „błoto, muł”; χελυς khelus „żółw rzeczny”.

### Podział systematyczny
Do rodzaju należą następujące gatunki: 
- Pelochelys bibroni (Owen, 1853)
- Pelochelys cantorii J.E. Gray, 1864
- Pelochelys signifera Webb, 2002